# Måns Carlinus
Måns Andersson Carlinus, född okänt år, död 1669, var en svensk målare.

## Biografi
Carlinus ursprung är inte helt fastställt hans första kända arbeten utförde han för riksdrotsen Per Brahe. I maj 1654 beskriver rikskanslern Magnus Gabriel De la Gardie honom som en god målare som utfört fina målningsarbeten i kyrkor och slott. De la Gardie anlitade honom som målare till Läckö slott där han tillsammans med Johan Werner och en gesäll och två lärlingar utför målningsarbete på slottet.
Av hans hand förtecknas målningen av ett landskap i matsalen samt målningar av Diana, Cupido och en papegoja. Han anlitades även av De la Gardie att utföra målningsarbeten på Drottningholms slott (1653–1660), Jacobsdals slott (idag Ulriksdals slott) (1660-talet), Venngarns slott (1665–1675) och palatset Makalös (1635–1643). 1600-talskapellet på Ulriksdals slott fanns kvar till 1774, då det revs ut på Gustav III:s order. Dessförinnan hade i slutet av 1600-talet ett kompletterande kapell uppförts på det nuvarande kapellets plats, strax söder om slottet. Den nya träbyggnaden, som uppfördes kallades Helga Trefaldighets Kapell och Karl XV lät riva detta kapell.
På Stockholms slott målade han 1663 fruktfestonger och utsirningar till Karl XI:s våning. Därefter blev han verksam som dekorationsmålare vid teatern, bland annat målade han dekorationerna för baletten De fyra årstiderna.
Enligt Carlinus barn avled han i armod och Stockholms målarämbete lämnar en penningsumma för hans begravning. Carlinus finns representerad vid bland annat Nationalmuseum i Stockholm.